# Rudno (Gdańsk)

Położenie Rudna na mapie Śródmieścia

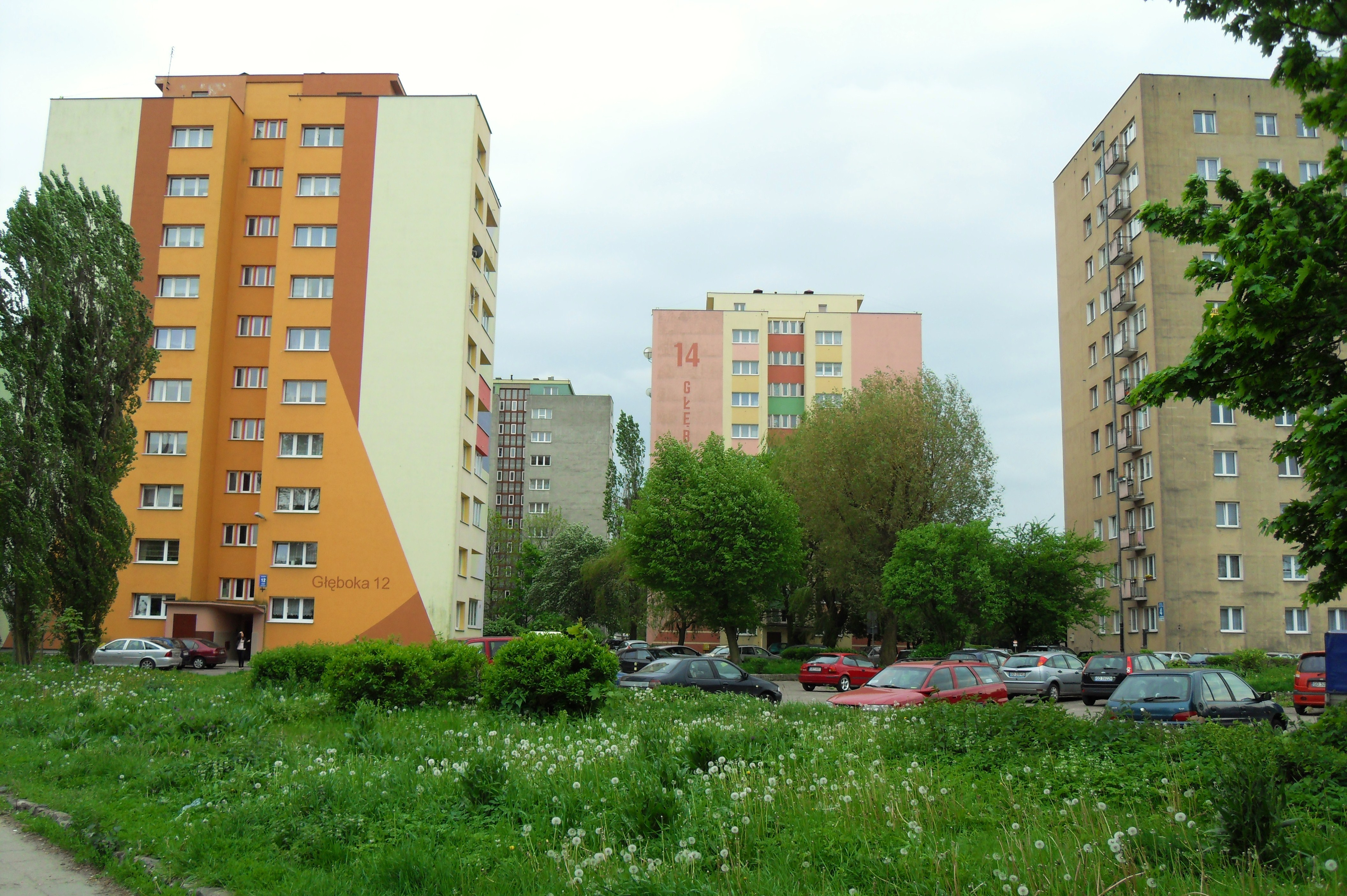
Rudno

Rudno (potocznie: Osiedle Głęboka, niem. Kneipab) – osiedle w Gdańsku, w dzielnicy Śródmieście.

## Historia
Rudno zostało przyłączone w granice administracyjne miasta w 1814, jako Knipawa. Należy do okręgu historycznego Gdańsk.
Nazwa Rudno została nadana osiedlu w 1951, kiedy to wybudowano tam zespół bloków mieszkalnych. Współcześnie nazwa ta, odnośnie do osiedla między ulicami Głęboką, Siennicką, a Elbląską, jest coraz rzadziej używana.